# 1981 Tour
1981 Tour (в переводе с англ. — «Тур 1981-го года») — второй тур Depeche Mode в поддержку их дебютного альбома Speak & Spell. В отличие от первого тура, группа посетила несколько столиц Европы. Тур прошёл с 3 января по 3 декабря в две части — обычная и по Великобритании (хотя и в первой части группа тоже посетила города родной страны).

## Состав
- Гаан, Дейв  - вокал
- Гор, Мартин - гитара, клавишные, бэк-вокал, вокал
- Флетчер, Энди - клавишные
- Кларк, Винс - клавишные